# Roma Ligocka
Roma Ligocka (ur. 13 listopada 1938 w Krakowie) – polska malarka i pisarka. 

## Życiorys
Urodziła się jako Roma Liebling w Krakowie w rodzinie żydowskiej, jako córka Dawida Lieblinga (zm. 1946) i Teofili z domu Abrahamer. Część II wojny światowej przeżyła w getcie krakowskim, potem wraz z matką ukrywała się u polskiej rodziny. Ojciec przebywał w obozie koncentracyjnym w Płaszowie. Oskarżony o przyjęcie funkcji kapo, został uniewinniony przez sąd krakowski w 1946 roku. Nazwisko Ligocka przybrała jeszcze w okresie przebywania w getcie.
Pracowała jako kostiumolog i scenograf w licznych europejskich teatrach, operach, także w filmie i telewizji.
Oglądając film Lista Schindlera rozpoznała samą siebie w postaci dziewczynki w czerwonym płaszczyku. Stało się to inspiracją do spisania swoich wspomnień. W książce Dziewczynka w czerwonym płaszczyku (2001) opisała dzieciństwo spędzone w getcie, strach, upokorzenie, śmierć bliskich. W dalszej części przedstawiła swoje powojenne losy: zabawy w towarzystwie kuzyna Romana Polańskiego i przyjaciela Ryszarda Horowitza, przelotną fascynację komunizmem, wejście w świat cyganerii artystycznej Krakowa, przyjaźń z Piotrem Skrzyneckim, liczne romanse, a wreszcie emigrację i karierę w show-biznesie. Autorka opisała także swoją depresję, będącą rezultatem wojennej traumy i uzależnienia od leków. We wrześniu 2001 uhonorowana została Nagrodą Krakowska Książka Miesiąca.
W następnych latach napisała takie książki jak: Kobieta w podróży (2002), Znajoma z lustra (2006), Tylko ja sama (2005) oraz Wszystko z miłości (2007). Pisuje felietony m.in. do magazynu „Pani”.

## Życie prywatne
Była żoną Jana Biczyckiego.

## Publikacje
- Dziewczynka w czerwonym płaszczyku, Kraków 2001.
- Kobieta w podróży, Kraków 2002.
- Tylko ja sama, Kraków 2005.
- Znajoma z lustra, Kraków 2006.
- Wszystko z miłości, Kraków 2007.
- Czułość i obojętność, Kraków 2009.
- Róża, Kraków 2010.
- Księżyc nad Taorminą, Kraków 2011.
- Dobre dziecko, Kraków 2012.
- Wolna miłość, Kraków 2013
- Droga Romo, Kraków 2014
- Radość życia, Kraków 2017
- Siła rzeczy, Kraków 2021
- Dziecko wojny, Kraków 2022